# Gradsteg
Der Gradsteg ist eine Innerortsstraße in der sächsischen Stadt Radebeul, in den Stadtteilen Kötzschenbroda und Niederlößnitz. Die örtliche Altstraße stellte ursprünglich die Verbindung zwischen dem Dorfkern von Kötzschenbroda, Altkötzschenbroda, und der zugehörigen Weinbergflur dar.

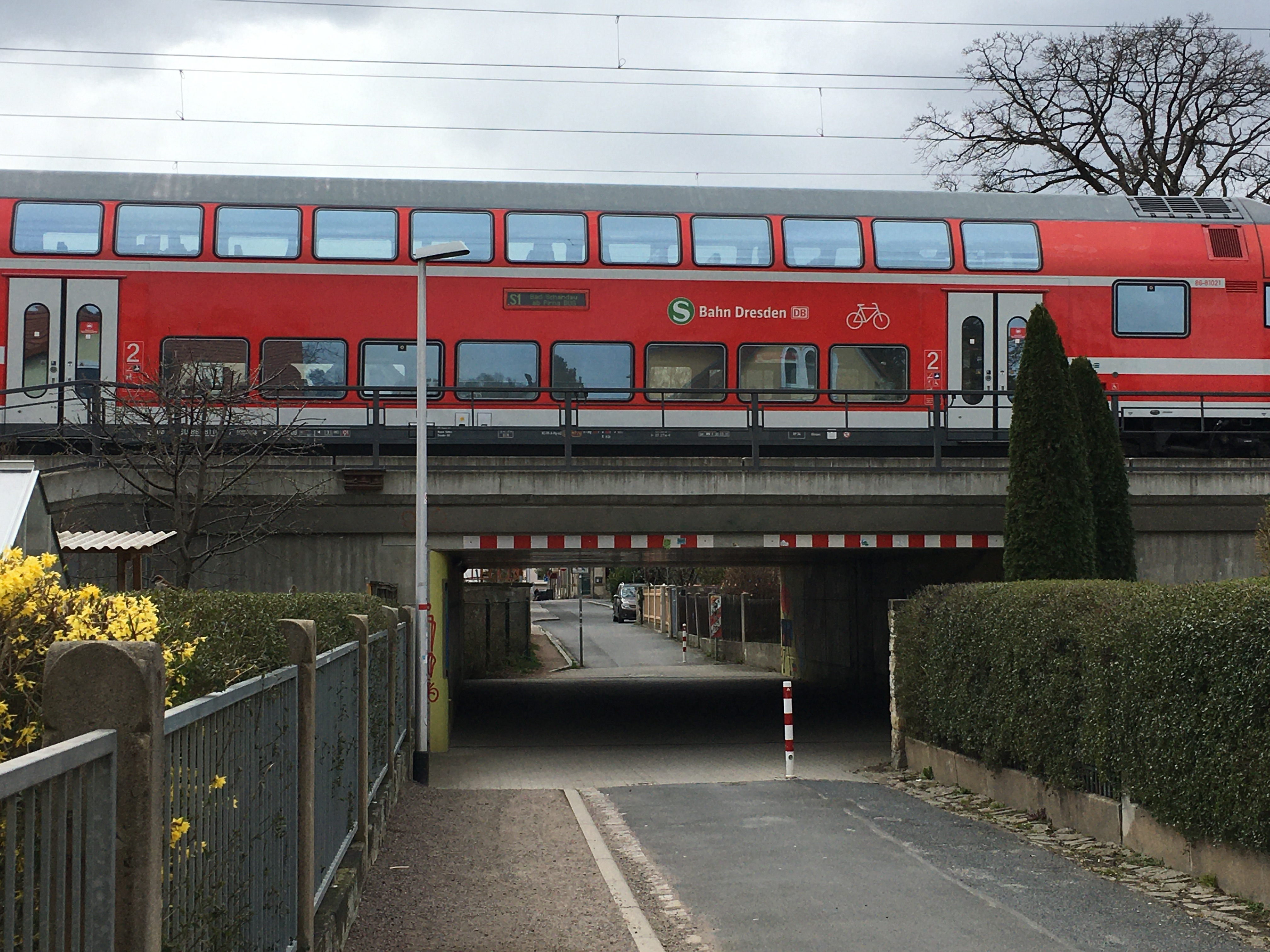
Eisenbahnbrücke über den Gradsteg südlich der Meißner Straße, Blick Richtung Altkötzschenbroda

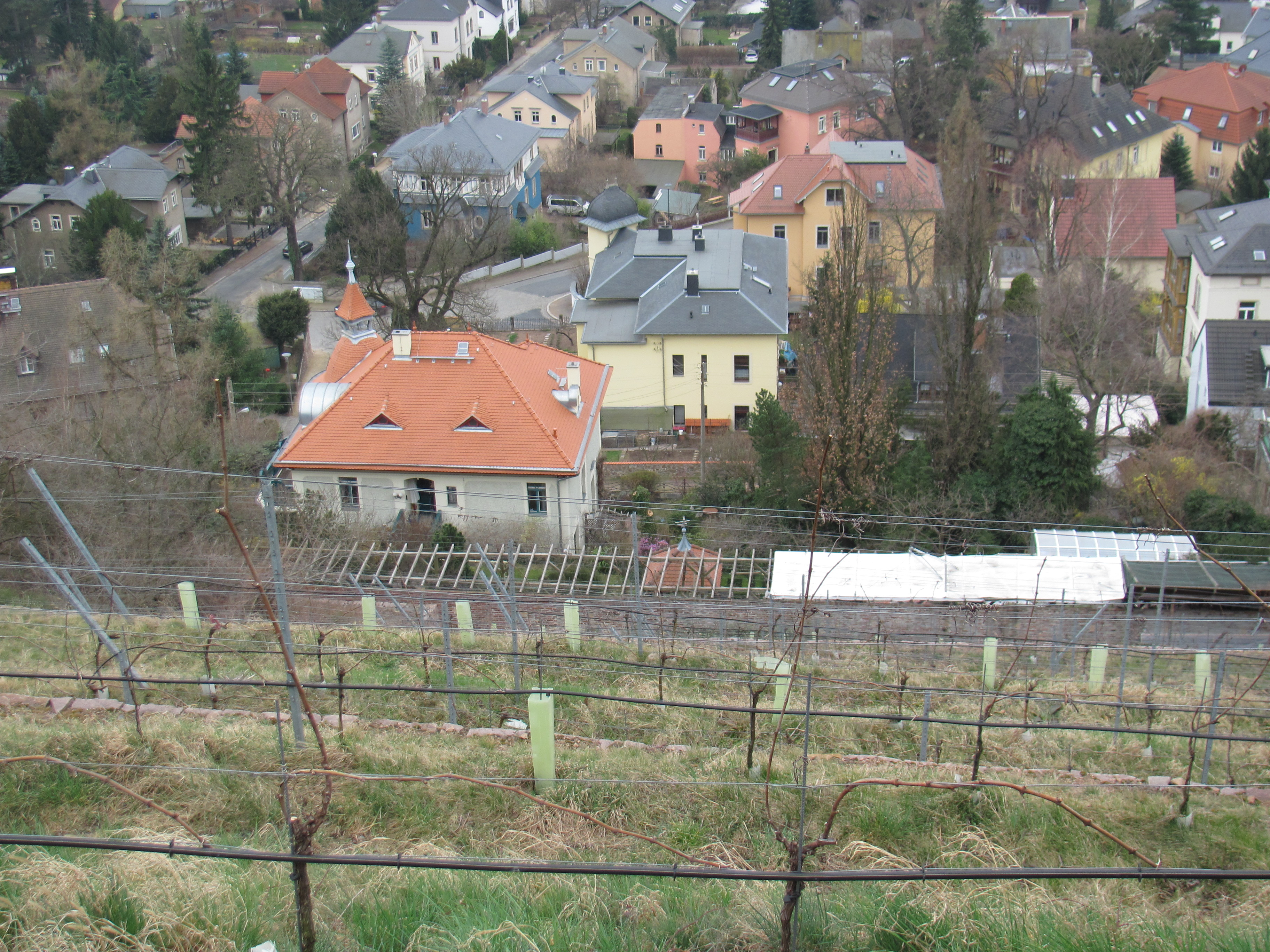
Blick auf die Villa Ernst Louis Kempe; links darüber zur oberen Bildmitte laufend das Ende des Gradstegs mit den Nrn. 51 (links) und 58

## Ortslage und Bebauung

Gradsteg von der Kreuzung Karl-Liebknecht-Straße aus. Im Hintergrund auf der Hangkante: Friedensburg. Postkarte, 1906

Gradsteg (links) an der Kreuzung zur Winzerstraße mit Blick auf Sängers Heim (Gradsteg 42). Im Hintergrund auf der Hangkante: Minckwitzsches Weinberghaus. Postkarte, 1904

Haus Reinhardtsberg und Villa Oswald im 19. Jahrhundert. Blick vom Steinrücken auf Kötzschenbroda. Vor der linken Gebäudeecke verläuft diagonal nach oben der Gradsteg auf die Kötzschenbrodaer Kirche zu.

Der Gradsteg beginnt in Altkötzschenbroda am ehemaligen Übergang zwischen Anger und Markt (der Platzausbildung vor der Kirche). Er verläuft Richtung Norden parallel zur weiter westlich gelegenen Bahnhofstraße bzw. deren Verlängerung, der Moritzburger Straße. Dabei unterquert er die Eisenbahngleise der Bahnstrecke Leipzig–Dresden und kreuzt die Meißner Straße, wo gleich ein Hausgrundstück weiter östlich der Ledenweg beginnt. Weiter nach Norden führt der Gradsteg über die Heinrich-Zille-Straße, die ehemalige Grenzstraße zwischen Kötzschenbroda und Niederlößnitz, und ging bis zur Winzerstraße, als Hausgass lange Zeit die ost-west-verlaufende Hauptverbindung der westlichen Lößnitz-Weingüter. 1865 erfolgte die Verlängerung des lange Zeit selbst unbebauten Gradstegs bis zur Oberen Bergstraße. Die Bebauung des Gradstegs erfolgte hauptsächlich ab dem 19. Jahrhundert.
Die Benummerung der Hausadressen startet am Abzweig vom Anger Altkötzschenbroda mit der Nr. 1 auf der Westseite, danach kommt die Nr. 1b, gegenüber liegt die Nr. 1a. Über die Kreuzung mit der Heinrich-Ilgen-Straße bzw. Vorwerkstraße geht es dann mit den ungeraden Nummern im Westen, also links, weiter und auf der rechten Ostseite liegen die geraden Nummern. Im Stadtteil Kötzschenbroda geht es bis zur Kreuzung mit der Heinrich-Zille-Straße: dort befinden sich die Eckgrundstücke Nrn. 17 und 18. Auf Niederlößnitzer Flur geht es bis zur Oberen Bergstraße, wo sich die Nrn. 51 und 58 befinden.
Diverse Kulturdenkmale liegen entlang des Gradstegs und sind daher in der Liste der Kulturdenkmale in Radebeul-Kötzschenbroda und -Niederlößnitz (A–L) aufgeführt, teilweise mit Adressen von Querstraßen:
- Kötzschenbroda: Altkötzschenbroda 28, Nr. 1, Grafe-Haus (Nr. 1b), Meißner Straße 244, Ledenweg 1
- Niederlößnitz: Nr. 19, Villa Edelweiß (Nr. 34), Nr. 41, Nr. 44, Blumenstraße 21, Nr. 50, Nr. 58

Die Bauherrschaft der Villa Emma (Gradweg 51) gewann 1997 den Radebeuler Bauherrenpreis.

## Benennungen

### Straßennamen
In den ältesten schriftlich erhaltenen Dorfrügen Kötzschenbrodas von 1497, den nach ihrem Schreiber benannten Thanneberger Rügen, ist der gerade steygk als Verbindungsweg zwischen Kötzschenbroda und der zugehörigen Weinbergflur mit schnurgerader Wegführung als charakteristischem Merkmal aufgeführt. 1630 wurde der Verbindungsweg als der gerade Steigk bezeichnet.
Wohl im 19. Jahrhundert erhielt das direkt zum Anger Altkötzschenbroda verlaufende Teilstück den Namen Marktgäßchen.
1897 erfolgte wie bei zahlreichen weiteren Straßen in den Lößnitzortschaften die amtliche Namenswidmung bzw. in diesem Fall die Teilumwidmung: der amtliche Name Gradsteg wurde für den gesamten Straßenzug in beiden Gemeinden, die vor 1839 noch zusammengehört hatten, vergeben.

### Häusernamen
Das Adreßbuch für Dresden und seine Vororte 1907, Teil VI. Niederlößnitz verzeichnete auf der S. 350 folgende „mit besonderen Namen bezeichnete[…] Villen“, die durch weitere Widmungen ergänzt werden:
- Villa Pilgers Ruhe (Nr. 25),[2] Villa Edelweiß (Nr. 34),[3] Sängers Heim (Nr. 42),[4] Villa Sophie (Nr. 42),[2] Villa Friedheim (Nr. 45),[2] Villa Elfriede (Nr. 46),[5] Villa Anna (Nr. 47),[2] Villa Emma (Nr. 51),[2] Villa Martha (Nr. 56)[2]

## Anwohner
- Kötzschenbroda: Moritz Lilie, Gebrüder Kießling
- Niederlößnitz: Alwin Römer (Nr. 40),[6] Sebastian Hofmüller und Max Hofmüller (Nr. 42, Sängers Heim),[4] Max König (Nr. 46, Villa Elfriede),[5] Paul Wilhelm (Nr. 46, Villa Elfriede)